# Vincent Landel (écrivain)
Ne pas confondre avec Vincent Landel, un évêque catholique français
Pour les articles homonymes, voir Landel.
 (juillet 2014).
Si vous disposez d'ouvrages ou d'articles de référence ou si vous connaissez des sites web de qualité traitant du thème abordé ici, merci de compléter l'article en donnant les références utiles à sa vérifiabilité et en les liant à la section « Notes et références ».
Vincent Landel, né à Troyes le 5 février 1958 et mort le 19 décembre 2016 à Moussey (Aube), est un écrivain et critique littéraire français.

## Carrière
Après une maîtrise de philosophie, il est engagé par les éditions Robert Laffont en 1985 dont il co-dirige cinq ans plus tard les services littéraires. Pendant cette période, il fonde la collection « Éloge », où paraît Éloge du gaucher dans un monde manchot, grand succès de ventes qui signale la naissance de l’écrivain Jean-Paul Dubois, dont il publiera les huit premiers romans.
En 1995, il fonde Le Comptoir éditions, une maison généraliste, avant de prendre la direction littéraire des éditions Julliard et du Rocher.
Parallèlement à son activité d’éditeur, il publie une nouvelle de fiction au Monde qui lui ouvre les portes du quotidien, où il travaille en tant que critique littéraire, avant d’exercer cette fonction à L’Express, au Nouvel Obs, à Valeurs actuelles et à la revue Service littéraire. Il collabore depuis 1985 au Magazine littéraire.
Simultanément, il publie Le Livre de mon chat chez Gallimard Jeunesse, et trois romans : Place de l’Estrapade, Les Larmes de Léa Kheim (Éd. de La Table Ronde) et La Princesse des Jonques, (Éd. Plon). À la parution de Place de l’Estrapade, Jean-Baptiste Harang commente : « Vincent Landel, sous couvert de cruauté, réussit par ce court texte à trouver l'exact registre de la douleur, d'une écriture sèche, serrée, sans autre effet que de dire crûment le chagrin, que même ce don d'écriture ne console pas ».
Dans la foulée, il rédige pour le compte de douze maisons d’édition, en tant qu'« écrivain fantôme », une trentaine d’ouvrages, fictions et essais.[réf. nécessaire]
En 2012, il crée la société « La Main à la Plume », où il s’adonne à une activité de conseiller littéraire.